# Paulo Machline
Paulo Machline é um cineasta e curtametragista brasileiro indicado ao Oscar em 2001 na categoria de Melhor Curta-Metragem em Live-Action por Uma História de Futebol, contando a infância de Pelé.

## Filmografia
1998 - Uma História de Futebol
2002 - Dead or Alive
2009 - Natimorto
2009 - A Raça Síntese de Joãosinho Trinta
2013 - Trinta
 2016 - O Filho Eterno